# W3m
w3m är en fri, textbaserad webbläsare. Den stödjer tabeller, ramar, SSL-anslutningar, färger, kakor (cookies) (i senare versioner) och till och med bilder (om terminalen den körs i har stöd för det). Den strävar efter att visa sidorna så snarlikt en grafisk webbläsare som möjligt.
Namnet "w3m" står för "WWW-o miru" vilket är japanska för "se webben".